# Авсиевич, Сергей Ильич
Сергей Ильич Авсиевич (род. 2 мая 1927, д. Ягодка, Березинский район) — оператор 11-го Государственного подшипникового завода, гор. Минск, Белорусская ССР. Герой Социалистического Труда (1974). Заслуженный работник промышленности БССР (1973). Участник Великой Отечественной войны.
С 1951 года работал наладчиком, с 1962 года — токарем-оператором токарных автоматов, с 1976 года — наладчиком токарных автоматов на 11 Государственном подшипниковом заводе в г. Минск.
Указом Президиума Верховного Совета СССР от 3 января 1974 года был удостоен звания Героя Социалистического Труда с вручением ордена Ленина и золотой медали «Серп и Молот».